# Karalla
Karalla fou un regne a la regió d'Armènia que s'esmenta cap al 2300 aC, quan n'era rei Assur Li I. Potser és el mateix regne que apareix 1500 anys després amb el nom de Karallu.
Reis:
- Assur Li I
- Assur Li II